# Šurice
Šurice es un municipio del distrito de Lučenec en la región de Banská Bystrica, Eslovaquia, con una población estimada a final del año 2024 de 455 habitantes.
Se encuentra ubicado en el centro-sur de la región, en el valle del río Ipoly —un afluente izquierdo del Danubio— y cerca de la frontera con Hungría.

## Demografía
| Año        | 1994 | 2004     | 2014    | 2024     |
| ---------- | ---- | -------- | ------- | -------- |
| Población  | 572  | 513      | 516     | 455      |
| Diferencia |      | −10,31 % | +0,58 % | −11,82 % |

| Año        | 2023 | 2024    |
| ---------- | ---- | ------- |
| Población  | 454  | 455     |
| Diferencia |      | +0,22 % |